# Omar Muraco
Omar Ernesto Muraco Nappa (Buenos Aires, Argentina; 1930 - 28 de noviembre de 2010) fue un futbolista argentino nacionalizado peruano y se desempeñó como puntero derecho.

## Trayectoria
Debutó en 1948 con el Club Atlético Huracán. Luego viajó a Chile al Magallanes, y al Santiago Morning. Luego fue a Perú para jugar con el Club Atlético Chalaco y en el Club Ciclista Lima. Finalmente viajó a Centroamérica a países como Cuba, El Salvador, Guatemala, y Canadá.
En Cuba jugó en el DC Gallego, en El Salvador Jugó en el Club Deportivo FAS, de 1957 a 1958 donde fue campeón y subcampeón en 1959, torneo donde terminó como campeón de goleo con 22 tantos. En 1964, se rompió una pierna lo que significó su retiro.
Falleció en Guatemala a los 80 años el 28 de noviembre de 2010.

## Clubes

### Como jugador
| Club                              | País        | Temporada |
| --------------------------------- | ----------- | --------- |
| Club Atlético Huracán             | Argentina   | 1948-1950 |
| Magallanes                        | Chile       | 1951      |
| Club Atlético Chalaco             | Perú        | 1952      |
| DC Gallego                        | Cuba        | 1952-1954 |
| Santiago Morning                  | Chile       | 1954-1955 |
| Club Atlético Chalaco             | Perú        | 1955      |
| Club Ciclista Lima                | Perú        | 1956-1957 |
| Club Deportivo FAS                | El Salvador | 1957-1959 |
| Club Deportivo Águila             | El Salvador | 1959      |
| Club Social y Deportivo Municipal | Guatemala   | 1960-1961 |
| Montreal Concordia                | Canadá      | 1961      |
| Club Social y Deportivo Municipal | Guatemala   | 1961-1964 |

### Como entrenador
| Club                              | País        | Temporada |
| --------------------------------- | ----------- | --------- |
| Selección de fútbol de Nicaragua  | Nicaragua   | 1969      |
| Deportivo Escuintla               | Guatemala   | 1970-1971 |
| Aurora Fútbol Club                | Guatemala   | 1975-1976 |
| Fútbol Club Motagua               | Honduras    | 1977      |
| Selección de fútbol de Panamá     | Panamá      | 1978      |
| Club Deportivo Victoria           | Honduras    | 1979      |
| Municipal Puntarenas              | Costa Rica  | 1980      |
| Selección de fútbol de Costa Rica | Costa Rica  | 1984      |
| Club Deportivo Águila             | El Salvador | 1985      |